# Casa consistorial de sa Pobla
La casa consistorial de sa Pobla, coneguda popularment amb el nom de sa Quartera, fou obrada entre 1812 i 1822 en substitució de l'edifici anterior situat a un lateral de la plaça publica i on, a més, hi havia la cúria del batle i la presó. El nou edifici fou bastit al bell mig de la plaça partint-la en dues, al davant de la façana principal la plaça Major i al darrere la plaça de la Constitució.
Es tracta d'un edifici exempt de tres plantes i una torre de planta quadrada on se situa el rellotge i les seves campanes; les seves línies mestres recorden vagament a una petita església, si bé les abundants obertures exteriors contrasten i alteren aquesta impressió.